# Carlos Mosquera
Carlos Alexander Mosquera Blandón, deportivamente conocido como "Junior Mosquera"
(Quibdó, Chocó; 19 de octubre de 1994) es un futbolista colombiano. Juega como arquero y actualmente se encuentra en Real Cartagena de la Categoría Primera B de Colombia.

## Formación académica
Paralelamente a su actividad como futbolista Mosquera posee un título profesional en administración pública y un posgrado en proyectos de desarrollo.

## Trayectoria

### Millonarios
Carlos Mosquera llegó desde su natal Quibdó junto con Neyder Lozano a las divisiones inferiores del club Bogotano Millonarios a inicios del año 2011 donde como arquero emergente salió campeón de Copa Colombia y de la primera división.
Mosquera solo iría al banco de suplentes en un partido válido por el Torneo Finalización 2012 frente al Real Cartagena. Ya que estaría alternando como tercer y cuarto golero de la institución junto con Juan Sebastián Duque dado que los titulares indiscutibles del cub eran Nelson Ramos y Luis Delgado.

"Fueron ocho goles pero a mí no me importa, imagínate tú jugando en el Bernabéu. Yo iba a ser el suplente de Delgado". Carlos Mosquera sobre su lesión previo al partido entre Millonarios y Real Madrid.

En enero de 2013 quería junto con varios canteranos en calidad de jugador libre, luego de que el club no les renovará el contrato.

### La Equidad y Tigres Soacha
En 2014 llega a La Equidad donde juega el popular torneo del Olaya. Aunque no sumaría minutos con el equipo profesional.
En 2015 llega al Tigres  de Soacha en donde disputaría 17 partidos bajo la dirección técnica del profesor John Jairo Bodmer consiguiendo el ascenso a primera división.

### América de Quito
Llegó al America de Quito el día 12 de enero de 2018 pero se oficializó su contratación hasta el 5 de febrero de 2018 a través de un comunicado de prensa del club en su cuenta de Twitter siendo esta su primera experiencia internacional. Con el equipo capitalino es subcampeón del Campeonato Ecuatoriano de Fútbol Serie B 2018.

### Huila y Deportivo Pasto
A su regreso al país comienza a ser más conocido militando para el Atlético Huila y el Deportivo Pasto.

## Selección Colombia
El 4 de agosto de 2021, es convocado por Reinaldo Rueda al micro ciclo de la Selección Colombia llevado a cabo entre el 9 y 12 de agosto de 2021. Micro ciclo realizado con el fin de observar jugadores de la liga local.

## Clubes
| Club                | País     | Año         |
| ------------------- | -------- | ----------- |
| Millonarios         | Colombia | 2011 - 2013 |
| Tigres de Soacha    | Colombia | 2015 - 2017 |
| América de Quito    | Ecuador  | 2018        |
| Atlético Huila      | Colombia | 2019        |
| Deportivo Pasto     | Colombia | 2019        |
| Patriotas Boyacá    | Colombia | 2020 - 2022 |
| Always Ready        | Bolivia  | 2022 - 2023 |
| Alianza Fútbol Club | Colombia | 2023 - 2024 |
| Real Cartagena      | Colombia | 2025 -      |

## Penaltis atajados
| 1. | 3-11-2017  | Primera División | Tigres           | Millonarios | Ayron del Valle | Fallo de penal | 70'               |
| 2. | 14-08-2019 | Copa Colombia    | Deportivo Pasto  | La Equidad  | David Camacho   | Fallo de penal | Tanda de penaltis |
| 3. | 14-08-2019 | Copa Colombia    | Deportivo Pasto  | La Equidad  | Pablo Lima      | Fallo de penal | Tanda de penaltis |
| 4. | 14-08-2019 | Copa Colombia    | Deportivo Pasto  | La Equidad  | Amaury Torralvo | Fallo de penal | Tanda de penaltis |
| 5. | 14-08-2019 | Copa Colombia    | Deportivo Pasto  | La Equidad  | Stalin Motta    | Fallo de penal | Tanda de penaltis |
| 6. | 14-08-2019 | Copa Colombia    | Deportivo Pasto  | La Equidad  | Jeque Sabbag    | Fallo de penal | Tanda de penaltis |
| 7. | 4-02-2021  | Primera División | Patriotas Boyacá | Santa Fe    | Fainer Torijano | Fallo de penal | 68'               |

## Palmarés

### Campeonatos nacionales
| Título              | Club        | País     | Año  |
| ------------------- | ----------- | -------- | ---- |
| Copa Colombia       | Millonarios | Colombia | 2011 |
| Torneo Finalización | Millonarios | Colombia | 2012 |